# 卢卡·潘卡利
卢卡·潘卡利（義大利語：Luca Pancalli，1964年4月16日—），意大利男子游泳运动员。他曾代表意大利参加1984年、1988年、1992年和1996年夏季残疾人奥林匹克运动会游泳比赛，获得八枚金牌、六枚银牌和一枚铜牌。